# Gognies-Chaussée
Gognies-Chaussée é uma comuna francesa na região administrativa de Altos da França, no departamento do Norte. Estende-se por uma área de 7.94 km². Em 2010 a comuna tinha 749 habitantes (densidade: 94,3 hab./km²).